# Neococcomyces yunnanensis
Neococcomyces yunnanensis är en svampart som beskrevs av C.L. Hou & J. Gao 2006. Neococcomyces yunnanensis ingår i släktet Neococcomyces och familjen Rhytismataceae.   Inga underarter finns listade i Catalogue of Life.